# Pierre Korb

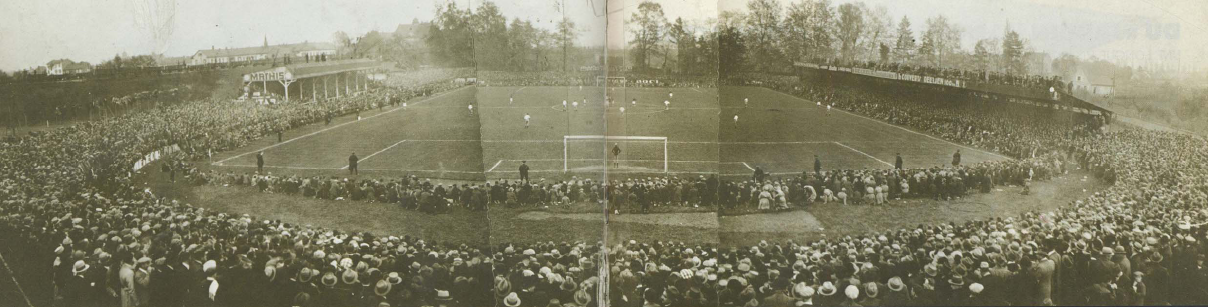
Partita tra RC Strasbourg e FC Mulhouse allo Stadio di la Meinau

Pierre Korb (Mulhouse, 20 aprile 1908 – Mulhouse, 22 febbraio 1981) è stato un calciatore francese, di ruolo attaccante.

## Carriera
Vinse nel 1938 il campionato con il Sochaux.

## Palmarès

### Club

#### Competizioni nazionali
- Campionato francese: 1

Sochaux: 1937-1938
- Coppa di Francia: 1

Sochaux: 1937-1938